# Pietro Pasqualigo
Pietro Pasqualigo (* 1472; † 1515) war ein venezianischer Diplomat, der u. a. in Portugal (1501–1502), Spanien (1502–1504) und später bei Kaiser Maximilian als Botschafter tätig war. Seine Berichte über die portugiesischen Entdeckungen sind wichtige Zeitzeugnisse. Ein Brief vom 19. Oktober 1501, in dem er über die Rückkehr eines der Schiffe der Flotte von Gaspar Corte Real berichtet, ist in der von Fracanzano da Montalboddo herausgegebenen, 1507 gedruckten Reiseberichtsammlung Paesi novamente retrovati (Buch VI, Kapitel 126) enthalten.